# Степанков Костянтин Петрович
Костянти́н Петро́вич Степанко́в (справжнє прізвище — Волощук (3 червня 1928, с. Печеськи, Хмельницька область, УРСР — 22 липня 2004, с. Жереб'ятин, Київська область, Україна) — радянський і український актор кіно та театру. Народний артист Української РСР (1974). Народний артист СРСР (1977). Лауреат премії імені Леоніда Бикова (1998) і державної премії України імені Олександра Довженка (2003). 
Син православного священника, загиблого у таборах ГУЛАГ СРСР; брат воїна УПА. Чоловік української акторки Ади Роговцевої.

## Біографія
Народився у селі Печеськи Хмельницької області. Батько актора, Петро Петрович Волощук, був священником. Його арештували 1939 року й відтоді його ніхто не бачив. Можливо, батько постраждав за близьке знайомство з ад'ютантом Симона Петлюри Олександром Даценком. Прізвище Степанков утворене від дошлюбного прізвища матері Степанко.
Два брати Костянтина Петровича загинули. Молодший Георгій закатований голодом 1933-го року, а старший Ігор загинув під час Другої Світової війни в лавах УПА.
По війні мати Степанкова, Євгенія Василівна, боячись лишатися після відходу німців на батьківщині з двома дітьми, Костянтином та його молодшою сестрою Лідою, вирішила виїхати до Узбекистану. Проте Костянтин їхати відмовився.
По закінченню школи Степанков вступає до Уманського сільгоспінституту на плодово-овочевий факультет, склавши екстерном іспити за перші два курси. Як згадував сам Костянтин Петрович, весь час, роками, він змушений був недоїдати, тож «дуже хотів швидше стати плодоовочеводом, щоб поближче до їжі — до хліба, картоплі, буряку, меду.»
В інституті Степанков, як член комітету комсомолу, вів «культмасовий сектор», де в його обов'язки входило запрошення відомих людей, котрі перебували в Умані, на зустрічі зі студентами та викладачами. Під час однієї з таких зустрічей на талановитого юнака звернув увагу і запропонував вступити до театрального інституту Амвросій Бучма, на той час актор та режисер Київського театру ім. Івана Франка, професор Київського інституту театрального мистецтва ім. І. Карпенка-Карого. Степанков зголосився на пропозицію Бучми і вступив до театрального інституту де й вчився на курсі Амвросія Максиміліановича на кіновідділі.
1953 — Закінчив Київський інститут театрального мистецтва ім. І. Карпенка-Карого.
Від 1955 року грав у театрі ім. Івана Франка.
Від 1968 — актор Київської кіностудії імені Довженка.
Від 1953 року, протягом 31 року, — педагог і керівник майстерні Київського інституту ім. І. Карпенка-Карого.
Від 1998 року — викладач кафедри телебачення в Київському університеті культури і мистецтв.
Помер 22 липня 2004 року у віці 76 років у селі Жереб'ятин Бориспільського району Київської області від раку підшлункової залози. Похований на місцевому кладовищі.

## Фільмографія
| Рік  | Назва                                            | Роль                                                                               | Країна  | Примітки |
| ---- | ------------------------------------------------ | ---------------------------------------------------------------------------------- | ------- | -------- |
| 1956 | Павло Корчагін                                   | Акім                                                                               |         |          |
| 1962 | Мовчать тільки статуї                            |                                                                                    |         |          |
| 1965 | Перевірено — мін немає                           |                                                                                    |         |          |
| 1968 | Розвідники                                       | Миклош                                                                             |         |          |
| 1968 | На Київському напрямку                           | Кирпонос Михайло Петрович, генерал-полковник, командувач Південно-Західним фронтом |         |          |
| 1968 | Камінний хрест                                   |                                                                                    |         |          |
| 1968 | Анничка                                          | Ґазда Кметь, пан, заможний гуцул                                                   |         |          |
| 1969 | Дума про Британку                                |                                                                                    |         |          |
| 1969 | Важкий колос                                     |                                                                                    |         |          |
| 1970 | Білий птах з чорною ознакою                      | Зозуля                                                                             |         |          |
| 1970 | Комісари                                         | Федір Лукачьов                                                                     | УРСР    |          |
| 1970 | Родина Коцюбинських                              |                                                                                    |         |          |
| 1971 | Випадкова адреса                                 | Чіряєв, тренер                                                                     |         |          |
| 1971 | Іду до тебе…                                     |                                                                                    |         |          |
| 1971 | Потяг у далекий серпень                          |                                                                                    |         |          |
| 1971 | Захар Беркут                                     | Тугар Вовк                                                                         |         |          |
| 1972 | Увімкніть північне сяйво                         |                                                                                    |         |          |
| 1972 | Нічний мотоцикліст                               | Резник Микола Семенович, слідчий                                                   |         |          |
| 1973 | Дід лівого крайнього                             |                                                                                    |         |          |
| 1973 | Коли людина посміхнулась                         | головний лікар                                                                     |         |          |
| 1973 | Будні карного розшуку                            |                                                                                    |         |          |
| 1973 | Дума про Ковпака                                 |                                                                                    |         |          |
| 1973 | Як гартувалася сталь (мінісеріал)                | матрос Жухрай                                                                      |         |          |
| 1974 | Друге дихання                                    |                                                                                    |         |          |
| 1974 | Марина                                           | Опанас                                                                             |         |          |
| 1977 | Весь світ в очах твоїх…                          |                                                                                    |         |          |
| 1977 | Право на любов                                   |                                                                                    | УРСР    |          |
| 1977 | Ненависть                                        |                                                                                    |         |          |
| 1977 | Свідоцтво про бідність                           |                                                                                    |         |          |
| 1977 | Повість про абхазького хлопця                    |                                                                                    |         |          |
| 1978 | Блакитні блискавки                               |                                                                                    |         |          |
| 1978 | Море                                             |                                                                                    |         |          |
| 1978 | Женці                                            |                                                                                    |         |          |
| 1979 | «Київські зустрічі» (новела «Зупинись, мите...») |                                                                                    |         |          |
| 1979 | Забудьте слово «смерть»                          |                                                                                    | УРСР    |          |
| 1979 | Скляне щастя                                     |                                                                                    |         |          |
| 1979 | Вавилон XX                                       | багач Бубела                                                                       |         |          |
| 1979 | Я чекатиму...                                    | Олексій Воронов                                                                    |         |          |
| 1980 | Платон мені друг                                 |                                                                                    |         |          |
| 1980 | Овід                                             |                                                                                    |         |          |
| 1980 | Дударики                                         |                                                                                    |         |          |
| 1981 | Під свист куль                                   |                                                                                    |         |          |
| 1981 | Високий перевал                                  |                                                                                    |         |          |
| 1981 | Ярослав Мудрий                                   | Мстислав Володимирович, князь Чернігівський, брат Ярослава                         |         |          |
| 1983 | Климко                                           |                                                                                    |         |          |
| 1983 | «Провал операції „Велика Ведмедиця“»             |                                                                                    |         |          |
| 1983 | Легенда про княгиню Ольгу                        | воєвода Свенельд                                                                   |         |          |
| 1984 | Наказано взяти живим                             | комендант сектору                                                                  |         |          |
| 1984 | Що у Сенька було                                 |                                                                                    |         |          |
| 1985 | Спокуса Дон-Жуана                                |                                                                                    |         |          |
| 1985 | Пароль знали двоє                                | генерал Олександр Павлович Кутепов, голова Російського загальновійськового союзу   |         |          |
| 1985 | Мама, рідна, любима...                           |                                                                                    |         |          |
| 1986 | І в звуках пам'ять відгукнеться…                 |                                                                                    |         |          |
| 1986 | Кармелюк                                         |                                                                                    |         |          |
| 1989 | Камінна душа                                     | Старий опришок                                                                     | УРСР    |          |
| 1989 | Небилиці про Івана                               |                                                                                    |         |          |
| 1989 | Етюди про Врубеля                                |                                                                                    |         |          |
| 1989 | Гори димлять                                     |                                                                                    |         |          |
| 1991 | Чудо в краю забуття                              | Іван Скиба                                                                         | УРСР    |          |
| 1991 | Карпатське золото                                | Священник                                                                          |         |          |
| 1991 | Гріх (ТБ)                                        |                                                                                    | УРСР    |          |
| 1991 | Капітан Крокус                                   | капітан Крокус                                                                     |         |          |
| 1992 | Чотири листи фанери                              | батько Мазепи                                                                      | Україна |          |
| 1992 | Обітниця                                         |                                                                                    |         |          |
| 1992 | Вишневі ночі                                     |                                                                                    |         |          |
| 1993 | Гетьманські клейноди                             | Влас                                                                               | Україна |          |
| 1993 | Пастка                                           |                                                                                    | Україна | 5 серій  |
| 1994 | Притча                                           |                                                                                    |         |          |
| 1995 | Об'єкт ''Джей''                                  |                                                                                    |         |          |
| 1996 | Острів любові                                    |                                                                                    |         |          |
| 1996 | Judenkreis, або Вічне колесо                     | коваль                                                                             |         |          |
| 1998 | Два місяці, три сонця                            |                                                                                    |         |          |
| 1999 | Пристрасть                                       | економ                                                                             |         |          |
| 1999 | Як коваль щастя шукав                            |                                                                                    |         |          |

## Звання та нагороди
- Народний артист СРСР
- Народний артист Української РСР
- Лауреат Державної премії України ім. О.Довженка, 2003
- Перший лауреат премії ім. Л. Бикова, 1998

## Джерело інформації
- Кіноколо-енциклопедія
- Кіноколо
- Газета «День»
- Сайт «Кіно театр»
- Газета «Дзеркало тижня»